# ハイチの軍事
ハイチの軍事（ハイチのぐんじ）では、ハイチの軍事組織について述べる。

## 概要
再編されたばかりの防衛軍(後述)と、小規模な沿岸警備隊および秘密警察が存在する。
1970年代から続くたび重なるクーデターその他の政変が繰り広げられ、1991年に成立した軍事政権が1994年に政権を返上し、アリスティドが大統領に復帰した。その後、アリスティド政権の下で正規軍は解散させられた。これにより、陸軍、海軍、空軍の軍人達は復員することになり、軍は書類上のみの存在となる。さらに2010年の憲法改正により軍は憲法上では廃止される事となる。
皮肉なことに、政変の原因のひとつであった軍を解散させたアリスティド大統領は、2004年2月5日のハイチ解放国民革命部隊による蜂起を、既存の警察力のみで鎮圧することが出来ずに亡命する結果となった。
その結果、2011年から「治安の不在」対策のためエクアドルの支援のもと国防軍創設の準備が行われ、3600人が招集された。